# Васильевка (Милютинский район)
Васильевка — упразднённый хутор в Милютинском районе Ростовской области России. На момент упразднения входил в состав Николо-Берёзовского сельсовета. В 1973 году включен в состав хутора Николаевский и исключен из учётных данных.

## География
Хутор располагался на правом берегу балки Дубовая (приток реки Берёзовая), ныне представляет собой улицу Василевка в западной, заовражной части хутора Николаевский.

## История
По данным на 1926 год хутор Васильевский состоял из 51 хозяйства. В административном отношении входил в состав Николо-Берёзовского сельсовета Морозовского района Шахтинско-Донецкого округа Северо-Кавказского края.
Упразднён в 1973 году.

## Население
По данным переписи 1926 года на хуторе проживал 281 человек (130 мужчин и 151 женщина), из которых 100 % населения составляли великоросы; 6 жителей относились к казачьему сословию.